# Río Oste
El Oste es un río en el norte de Baja Sajonia, Alemania, con una longitud de 149 km, afluente izquierdo del Elba. Atraviesa los distritos de Harburgo, Rotenburgo, Stade y Cuxhaven y desemboca en el río Elba, cerca de Otterndorf. Su área de drenaje es de 1.715 km² y el declive entre la fuente y el estuario es de 31 m. Los afluentes son Ramme, Aue, Twiste, Bade, Bever y Mehe.